# 金澤利夫
金澤 利夫（かなざわ としお、1967年3月3日 - ）は、NHKのシニアアナウンサー、ラジオプロデューサー。

## 人物
東京都立小山台高等学校を経て早稲田大学を卒業後、1991年入局。

## 現在の担当番組・業務
- NHKジャーナル プロデューサー[1]

## 過去の出演番組
- おはよう日本・首都圏（リポーター）
- 首都圏ネットワーク（リポーター）
- ここはふるさと旅するラジオ（セレクション）
- 大分県内のニュースなど（大分放送局放送部副部長）
- NHKジャーナル（メインキャスター、2010年8月23日 - 27日）山口勝の代理
- 広島県内・中国地方のニュースなど（広島放送局アナウンス専任部長）
- イブ長チャレンジ（土曜キャスター、2022年度）
- 長崎平和祈念式典
  - 令和4年（2022年8月9日） - ラジオ進行
  - 令和5年（2023年8月9日） - テレビ進行
  - 令和6年（2024年8月9日） - テレビ進行
- ぎゅっと!長崎
  - 木花牧雄の代理キャスター（2023年6月5日 - 7日、22日、7月5日 - 7日、10日、8月21日、9月13日、2024年3月25日 - 26日）
  - 守屋瞭の代理キャスター（2024年8月13日 - 15日、19日 - 21日、12月23日 - 25日）
  - 川崎寛司の代理キャスター（2024年8月16日、11月29日、12月6日、13日、20日）
- 生中継!長崎くんち2024（2024年10月7日） - 実況
- 長崎県のニュース・中継・リポート
- ぎゅぎゅっと!長崎（不定期）
- ニュース845長崎（不定期）